# Пролетарський (Бєлгородська область)
Пролета́рський (рос. Пролетарский) — селище міського типу в Ракитянському районі Бєлгородської області, Росія.
Населення селища становить 8 634 особи (2008; 8 675 в 2002).
Залізничний вузол (Готня) на перетині ліній Бєлгород—Суми та Льгов—Харків.

## Географія
Селище розташоване на вододілі річок Ворскла та Псел, басейн Дніпра. На північній околиці знаходяться витоки річки Ракита, притоки Пєни, басейн Псла; на південній околиці — витоки річки Ворсклиця, притоки Ворскли.

## Історія
Статус селища міського типу Пролетарський отримав в 1938 році.

## Економіка
Пролетарський є великим залізничним вузлом. В селищі працюють м'ясокомбінат, маслоробний та цегельний заводи, підприємства залізничного транспорту. Діє експериментальний завод рибних комбікормів.